# ماري هاويت
ماري هاويت (بالإنجليزية: Mary Howitt) (12 مارس عام 1799 - 30 يناير عام 1888)، شاعرة إنجليزية ومؤلفة القصيدة الشهيرة العنكبوت والذبابة. ترجمت عدة حكايات لهانس كريستيان أندرسن. كتبت بعض أعمالها بالتعاون مع زوجها ويليام هاويت. توجهت بكتابة الكثير من أعمالها الشعرية والنثرية للشباب على وجه الخصوص.

## اسكندنافيا
في أوائل أربعينيات القرن التاسع عشر، كانت ماري هاويت تقيم في هايدلبرغ، وكانت تربطها علاقة صداقة مع كاتب السيرة الذاتية شيلي توماس ميدوين والشاعرة كارولين دي كريسبيني، اللذان لفتا انتباهها إلى الأدب الاسكندنافي. شرعت هي وصديقتها، السيدة شولتز، في تعلم اللغتين السويدية والدنماركية. بدأت بعدها بالترجمة إلى الإنجليزية لروايات فريدركا بريمر في 18 مجلد (1842-1863). ترجمت هاويت أيضًا العديد من حكايات هانس كريستيان أندرسن، مثل:
- مجرد عابث (1845)
- المرتجلون (1845، 1847)
- قصص رائعة للأطفال (1846)
- القصة الحقيقية لأي حياة (1847)

من بين أعمالها الأصلية كتاب وريث واست-وايلاند (1847)، وأيضًا تحرير كتاب سجل صور غرفة فيشر للرسم الذي استغرقها ثلاث سنوات، وكتبت، من بين مقالات أخرى، مقالًا بعنوان «رسومات السيرة الذاتية لملكات إنجلترا». قامت بتحرير كتاب التقويم المصور للفصول وأضافت ملحقًا أصليًا لترجمة زوجها لكتاب تاريخ السحر لجوزيف أنيموسير، وحصلت على الحصة الرئيسية لترجمة كتاب الأدب والرواية في شمال أوروبا (1852). ترجمت أيضًا كتاب التاريخ الشعبي للولايات المتحدة (في مجلدين، 1859) ورواية مكونة من ثلاثة مجلدات بعنوان تكلفة كيرغوين (1864).
هاجر صهرها غودفري هاويت برفقة زوجته وعائلتها إلى أستراليا ووصلوا إلى خليج بورت فيليب في أبريل عام 1840. في يونيو عام 1852، أبحر رجال عائلة هاويت الثلاثة، برفقة إدوارد لاتروب بيتمان، إلى هناك على أمل كسب ثروة. في هذه الأثناء، انتقلت ماري وابنتيها إلى هيرميتج، وهو كوخ يملكه بيتمان في هايغيت، الذي كان يقيم فيه سابقًا دانتي جابرييل روزيتي.
عاد الرجال الثلاثة من أستراليا بعد عدة سنوات. كتب ويليام العديد من الكتب التي تصف النباتات والحيوانات في أستراليا. اكتسب ابنهما، ألفريد ويليام هاويت، شهرته كمستكشف وعالم إنسان وباحث في التاريخ الطبيعي أسترالي؛ اكتشف بقايا جثث منظمي بعثة بورك وويلس وأحضرها إلى ملبورن ليتم دفنها.
أنجبت ماري هاويت العديد من الأطفال الآخرين. غرق تشارلتون هاويت أثناء عمله في هندسة الطرق في نيوزيلندا. أمضت آنا ماري هاويت عامًا في ألمانيا برفقة الفنان فيلهلم فون كولباخ، وهي تجربة كتبت عنها بعنوان طالبة فن في ميونيخ. تزوجت من ألاريك ألفريد واتس وكتبت سيرة ذاتية عن والدها وتوفيت أثناء زيارتها لوالدتها في منطقة تيرول عام 1884. كتبت مارغريت هاويت كتاب حياة فريدركا بريمر ومذكرات والدتها.

تم إرفاق اسم ماري هاويت كمؤلفة أو مترجمة أو محررة فيما لا يقل عن 110 عمل. حصلت على ميدالية فضية من الأكاديمية الأدبية في ستوكهولم، وفي 21 أبريل من عام 1879 حصلت على راتب تقاعدي سنوي قدره 100 جنيه إسترليني. في سنواتها المتضعضعة، انضمت إلى الكنيسة الرومانية الكاثوليكية وكانت واحدة من المندوبين الإنجليز الذين التقى بهم البابا ليون الثالث عشر في 10 يناير عام 1888. تم طباعة كتابها ذكريات حياتي اللاحقة في صحيفة غود ووردز في عام 1886. نشرت صحيفة ذا تايمز عنها وعن زوجها:
على سبيل المزاح، اعتاد أصدقاؤهما على تلقيبهما بوليم الثالث ملك إنجلترا وماري الثانية، وذلك للتعبير عن أنهما قد توّجا معًا مثل ملوك إنجلترا. لن ينجو أي مما كتباه، لكنهما كانا مجتهدين ومتواضعين وودودين للغاية، وقد كرسّا وقتهما للعمل في نشر الأدب الجيد والنزيه بحيث لا ينبغي أن تختفي أسمائهما دون نعيهما.
استقرت ماري هاويت في مكان بعيد عن مقر إقامتها في ميران في تيرول، حيث أمضت الشتاء في روما، هناك حيث توفيت على إثر إصابتها بالتهاب القصبات في 30 يناير عام 1888.